# Porte de Qinnasrin
La porte de Qinnasrin, ou Bab Qinassrîn (باب قنسرين) est l'une des neuf portes médiévales de la vieille ville d'Alep, au nord de la Syrie. Elle doit son nom à la ville de Qinnasrîn et à la route qui y mène à partir de cette porte. La porte actuelle a été construite en 1256 sous les Ayyoubides.

## Histoire
Une première porte est construite en 964 sous l'émir hamdanide Saïf al-Daoula. Les portes de bois proviennent de la porte d'Amorium, butin pris par le calife abasside al-Moutassim après le pillage et la prise de la ville en 838. Al-Moutassim les installe à l'entrée de son palais de Samarra, puis elles sont prises à la fin du IXe siècle et installées à Raqqa avant qu'al-Daoula ne s'en empare lui-même.